# Progressbar95
Progressbar95 — це гіперказуальна гра, створена, щоб викликати ностальгію за старими операційними системами Windows і MacOS. Він був розроблений Ігорем Удусливим (також відомим під псевдонімом Icoeye) і виданий Spooky House Studios.
1. 1 2 3 4 5 6 7 8 9 10 11 12 13  Steam — 2003.